# Donald Sanford
Donald Eugene Blair-Sanford (Inglewood, 5 febbraio 1987) è un velocista statunitense naturalizzato israeliano.

## Palmarès
| Anno | Manifestazione  | Sede           | Evento      | Risultato  | Prestazione | Note             |
| ---- | --------------- | -------------- | ----------- | ---------- | ----------- | ---------------- |
| 2012 | Europei         | Helsinki       | 400 m piani | 4º         | 45"91       |                  |
| 2012 | Giochi olimpici | Londra         | 400 m piani | Batteria   | 45"71       | Record nazionale |
| 2013 | Europei indoor  | Göteborg       | 400 m piani | Batteria   | 49"11       |                  |
| 2014 | Mondiali indoor | Sopot          | 400 m piani | Batteria   | 47"90       |                  |
| 2014 | Europei         | Zurigo         | 400 m piani | Bronzo     | 45"27       | Record nazionale |
| 2015 | Europei indoor  | Praga          | 400 m piani | Semifinale | dq          |                  |
| 2016 | Europei         | Amsterdam      | 400 m piani | Semifinale | 45"90       |                  |
| 2016 | Giochi olimpici | Rio de Janeiro | 400 m piani | Batteria   | 46"06       |                  |
| 2018 | Europei         | Berlino        | 400 m piani | Semifinale | 45"68       |                  |